# DFS 228
Il DFS 228 fu un aereo da ricognizione a razzo progettato dal Deutsche Forschungsanstalt für Segelflug durante la seconda guerra mondiale. Causa il termine delle ostilità, l'aereo fu realizzato solo in due prototipi non armati.

## Storia del progetto
Lo sviluppo del velivolo iniziò prima della guerra ed era indirizzata alla creazione di un aliante per scopi di ricerca, il DFS 54. Allo scoppio delle ostilità furono sospesi i lavori sulla macchina, ma furono ripresi nel 1940, quando il Reichsluftfahrtministerium richiese al DFS lo sviluppo di un aereo da ricognizione a razzo. I vantaggi di utilizzare un aliante per scopi di ricognizione sono il silenzio, la bassa velocità al livello del suolo utile per ottenere ottime fotografie e la possibilità di passare inosservato. Il progetto diede l'opportunità al DFS di studiare due aspetti molto importanti: realizzare nuovi profili di ala per aliante e il volo supersonico.
Il DFS 228 fu progettato da Felix Kracht e il prototipo fu pronto per il marzo 1944, il primo test di volo fu eseguito ad agosto. La realizzazione del velivolo si basò sugli schemi di progettazione del Heinkel He 343. Per il decollo del velivolo fu utilizzato un Dornier Do 217 che aveva il compito di portare in quota il DFS 228 alloggiandolo sulla parte superiore della fusoliera. Una volta raggiunta la quota prestabilita, e cioè 10000 metri, l'aliante veniva sganciato e, dopo aver avviato la propulsione a razzo, saliva fino ad una quota di 25000 metri. Appena eseguita la ricognizione fotografica, il velivolo rientrava planando alla propria base.
Il velivolo era un classico aliante, con ali lunghe e snelle, dotato di un pattino di atterraggio posto nella parte centrale del velivolo accanto ad una fotocamera ad infrarossi Zeiss.Tali ali erano interamente realizzate in legno,dato che l'unico longherone e le costole erano costituite da questo materiale e il rivestimento era di compensato. Il naso, realizzato con un doppio strato di alluminio e da plexiglas, poteva essere separato dal resto del velivolo in caso di emergenza, costituendo di fatto una capsula di salvataggio pressurizzata per il pilota. A causa di problemi di pressurizzazione della capsula, il secondo prototipo, ospitava il pilota in posizione prona.
I prototipi eseguirono una quarantina di voli e per il febbraio 1945 era prevista l'installazione a bordo del razzo Walter HWK 109-509, ma il progetto venne messo da parte quando la situazione di guerra divenne disperata. Il secondo esemplare venne distrutto durante un raid nel maggio 1945 mentre il primo fu catturato dalle truppe statunitensi in giugno e spedito nel Regno Unito per essere studiato nel 1946, dove apparentemente è stato smantellato nel 1947.